# Gentofte Station
Gentofte Station er en station på Nordbanen i S-togs-systemet. Stationen ligger centralt i Gentofte, en forstad til København.
Gentofte-ulykken den 11. juli 1897, hvor 40 personer døde på grund af, at lokomotivføreren overså et stopsignal, skete ved denne station.

## Beskrivelse
Gentofte station består af to gennemgående spor uden vigespor med perron på begge sider. På den ene perron ligger stationsbygningen, på den anden lå tidligere en en ventesal.

## Galleri
- Wikimedia Commons har flere filer relateret til Gentofte Station

- Stationen set fra nord.
- Her lå der tidligere et overhalingsspor.
- Ventesal og trappeopgang på perronen i nordgående retning.
- Halvtag ved stationsbygningen.
- Stationsbygningen set fra sporsiden.

## Antal rejsende
Ifølge Østtællingen var udviklingen i antallet af dagligt afrejsende med S-tog:
| År   | Antal | År   | Antal | År   | Antal | År   | Antal |
| ---- | ----- | ---- | ----- | ---- | ----- | ---- | ----- |
| 1957 | -     | 1974 | 2.412 | 1991 | 2.440 | 2001 | 1.989 |
| 1960 | -     | 1975 | 2.190 | 1992 | 2.432 | 2002 | 1.858 |
| 1962 | -     | 1977 | 1.873 | 1993 | 2.112 | 2003 | 1.861 |
| 1964 | -     | 1979 | 2.310 | 1995 | 2.166 | 2004 | 2.155 |
| 1966 | -     | 1981 | 2.781 | 1996 | 2.114 | 2005 | 2.032 |
| 1968 | 2.894 | 1984 | 2.748 | 1997 | 2.117 | 2006 | 2.090 |
| 1970 | 2.905 | 1987 | 2.717 | 1998 | 2.106 | 2007 | 2.254 |
| 1972 | 2.728 | 1990 | 2.371 | 2000 | 2.082 | 2008 | 1.790 |